# Saussey (Manche)
Pour les articles homonymes, voir Saussey.
Saussey est une commune française, située dans le département de la Manche en région Normandie, peuplée de 458 habitants.

## Géographie

### Localisation
La commune est en pays de Coutances. Son bourg est à 6 km au sud de Coutances, à 13 km au nord-ouest de Gavray et à 15 km au nord-est de Bréhal.
Les communes limitrophes sont Saint-Pierre-de-Coutances, Nicorps, Orval sur Sienne, Ouville, Saint-Denis-le-Vêtu et Quettreville-sur-Sienne.

### Hydrographie
La commune est située dans le bassin Seine-Normandie. Elle est drainée par le ruisseau de Malfiance, le cours d'eau 01 de Claids, le cours d'eau 01 de la Beaucoudray, le cours d'eau 01 de l'Argences, le fossé 02 de la commune de Saussey et un autre petit cours d'eau,.

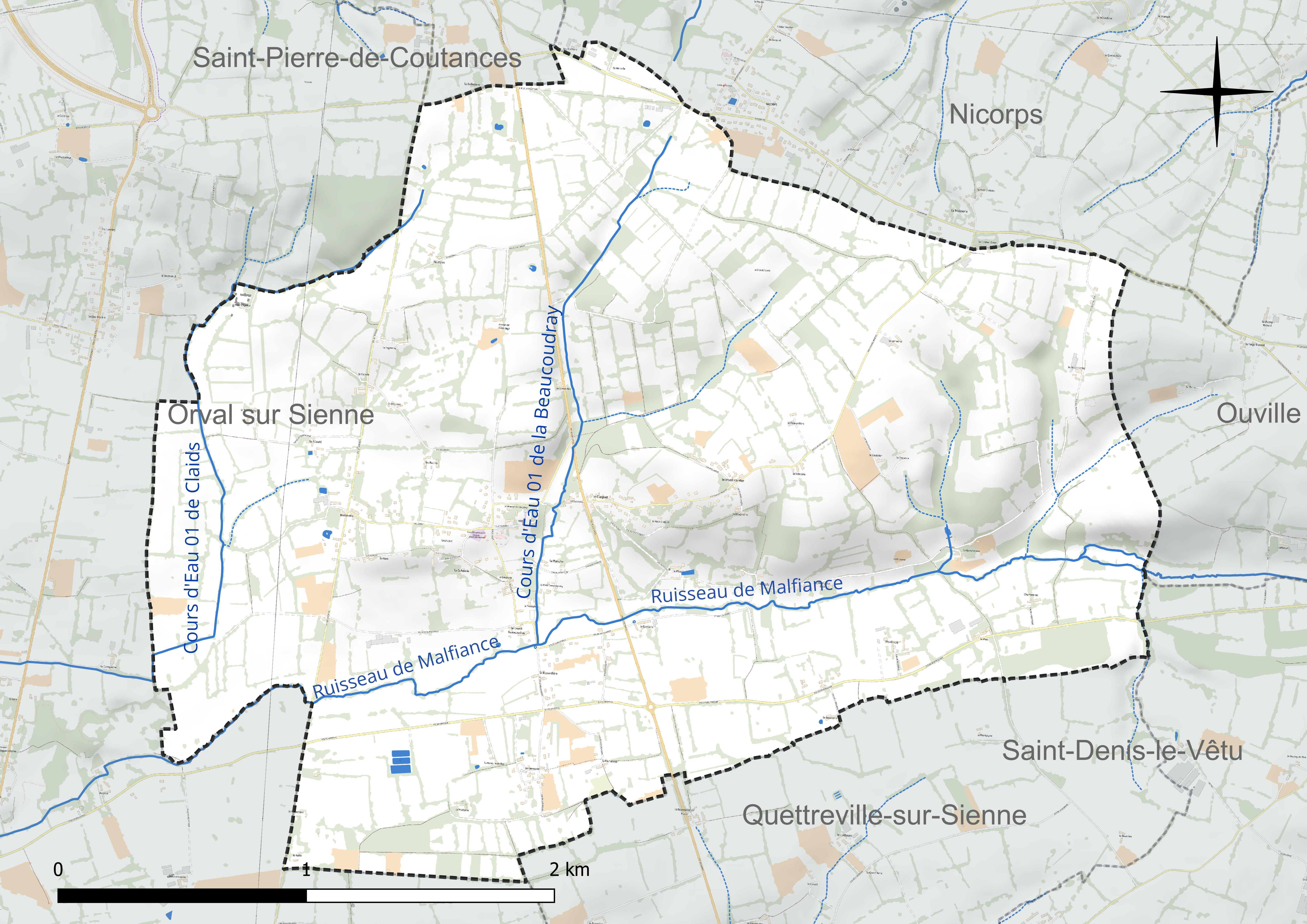
Réseau hydrographique de Saussey.

### Climat
Pour des articles plus généraux, voir Climat de la Normandie et Climat de la Manche.
En 2010, le climat de la commune est de type climat océanique franc, selon une étude du CNRS s'appuyant sur une série de données couvrant la période 1971-2000. En 2020, Météo-France publie une typologie des climats de la France métropolitaine dans laquelle la commune est exposée à un climat océanique et est dans la région climatique Normandie (Cotentin, Orne), caractérisée par une pluviométrie relativement élevée (850 mm/a) et un été frais (15,5 °C) et venté. Parallèlement le GIEC normand, un groupe régional d’experts sur le climat, différencie quant à lui, dans une étude de 2020, trois grands types de climats pour la région Normandie, nuancés à une échelle plus fine par les facteurs géographiques locaux. La commune est, selon ce zonage, exposée à un « climat maritime », correspondant au Cotentin et à l'ouest du département de la Manche, frais, humide et pluvieux, où les contrastes pluviométrique et thermique sont parfois très prononcés en quelques kilomètres quand le relief est marqué.
Pour la période 1971-2000, la température annuelle moyenne est de 11 °C, avec une amplitude thermique annuelle de 11,7 °C. Le cumul annuel moyen de précipitations est de 929 mm, avec 14,9 jours de précipitations en janvier et 8,4 jours en juillet. Pour la période 1991-2020, la température moyenne annuelle observée sur la station météorologique la plus proche, située sur la commune de Coutances à 4 km à vol d'oiseau, est de 11,7 °C et le cumul annuel moyen de précipitations est de 1 092,8 mm,. Pour l'avenir, les paramètres climatiques de la commune estimés pour 2050 selon différents scénarios d’émission de gaz à effet de serre sont consultables sur un site dédié publié par Météo-France en novembre 2022.

## Urbanisme

### Typologie
Au 1er janvier 2024, Saussey est catégorisée commune rurale à habitat dispersé, selon la nouvelle grille communale de densité à sept niveaux définie par l'Insee en 2022.
Elle est située hors unité urbaine.
Par ailleurs la commune fait partie de l'aire d'attraction de Coutances, dont elle est une commune de la couronne,. Cette aire, qui regroupe 37 communes, est catégorisée dans les aires de moins de 50 000 habitants,.

### Occupation des sols
L'occupation des sols de la commune, telle qu'elle ressort de la base de données européenne d’occupation biophysique des sols Corine Land Cover (CLC), est marquée par l'importance des territoires agricoles (99,6 % en 2018), une proportion sensiblement équivalente à celle de 1990 (100 %).
La répartition détaillée en 2018 est la suivante : prairies (57,2 %), zones agricoles hétérogènes (26 %), terres arables (16,4 %), zones urbanisées (0,4 %).

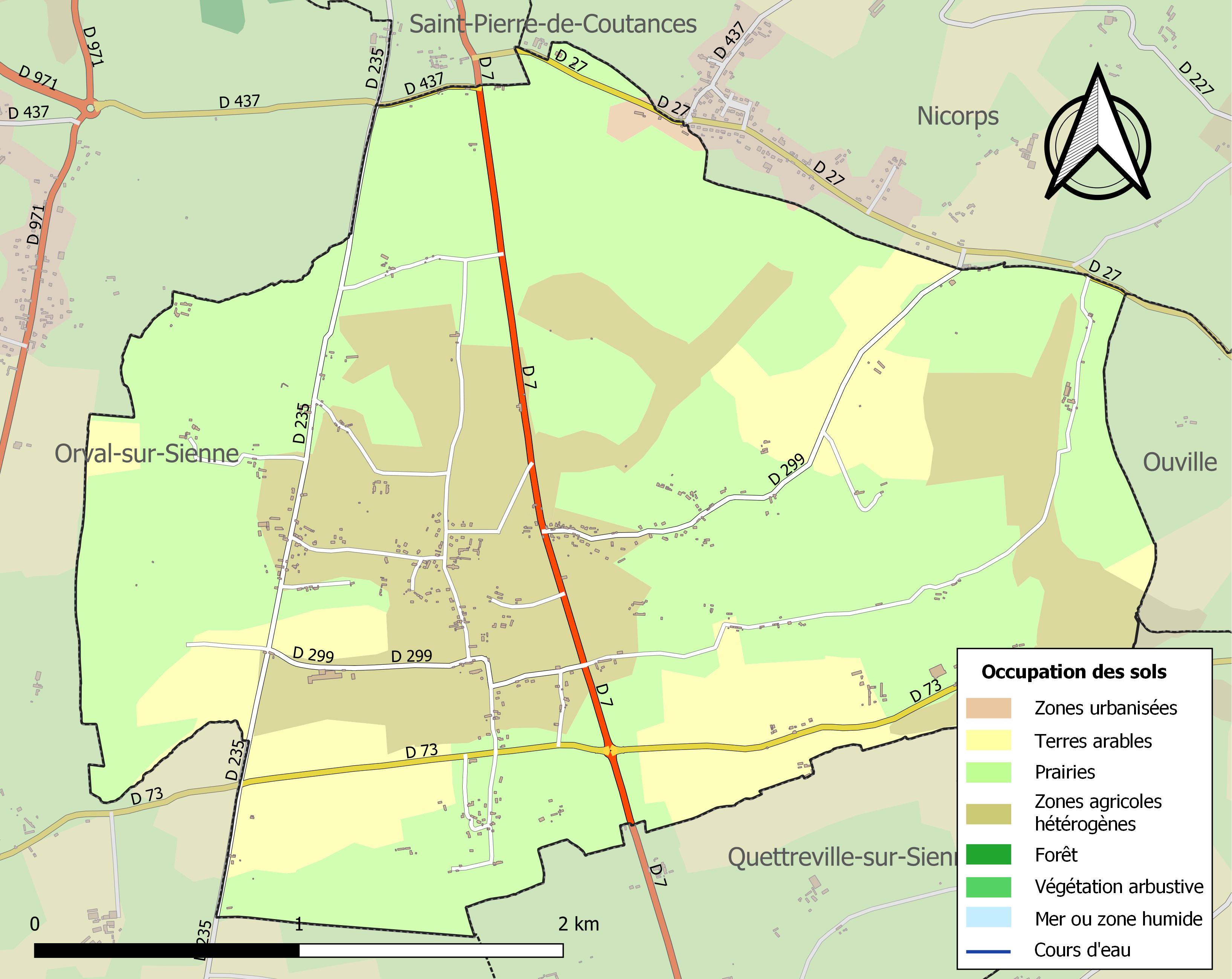
Carte des infrastructures et de l'occupation des sols de la commune en 2018 (CLC).

L'évolution de l’occupation des sols de la commune et de ses infrastructures peut être observée sur les différentes représentations cartographiques du territoire : la carte de Cassini (XVIIIe siècle), la carte d'état-major (1820-1866) et les cartes ou photos aériennes de l'IGN pour la période actuelle (1950 à aujourd'hui).

## Toponymie
Le nom de la localité est attesté sous les formes Salceio en 1146, Sauceio en 1203.
Saussey s'est formé à partir du latin salix, « saule », et du suffixe de présence -etus : il s'agirait donc à l'origine d'un « lieu planté de saules ».

## Histoire

### Antiquité
La voie romaine reliant Avranches et Coutances, actuelle RD 235 traversait la commune.

### Moyen Âge
Un seigneur de Saussey, peut être un dénommé Osberne, était aux côtés de Guillaume le Conquérant à Hastings, en 1066 (liste de Dives).
En 1222, un Guillaume de Saussey figure à un procès à Coutances.

### Temps modernes
Plusieurs fiefs ont coexisté sur le territoire de la paroisse. Un de ces fiefs a été la propriété de la famille Du Hamel de 1640 à 1789. Le fief de Saussey dépendait du comté de Mortain.
Au XVIe siècle, Pierre IV de La Rocque, chevalier, est seigneur de Saussey, et également de Flottemanville, d'Omonville-la-Folliot, du Breuil à Anneville-en-Saire, de Crasville, d'Urville, de Rouville à Orglandes, de Baudreville, de Thury à Lieusaint et de la Haulle.

## Politique et administration
| Période                                  | Période   | Identité               | Étiquette | Qualité        |
| ---------------------------------------- | --------- | ---------------------- | --------- | -------------- |
| 1989                                     | mars 2008 | Yves Delépine          | SE        |                |
| mars 2008                                | mars 2014 | Huguette Lechartier    | SE        | Réceptionniste |
| mars 2014                                | En cours  | Philippe d'Anterroches | SE        | Retraité       |
| Les données manquantes sont à compléter. |           |                        |           |                |

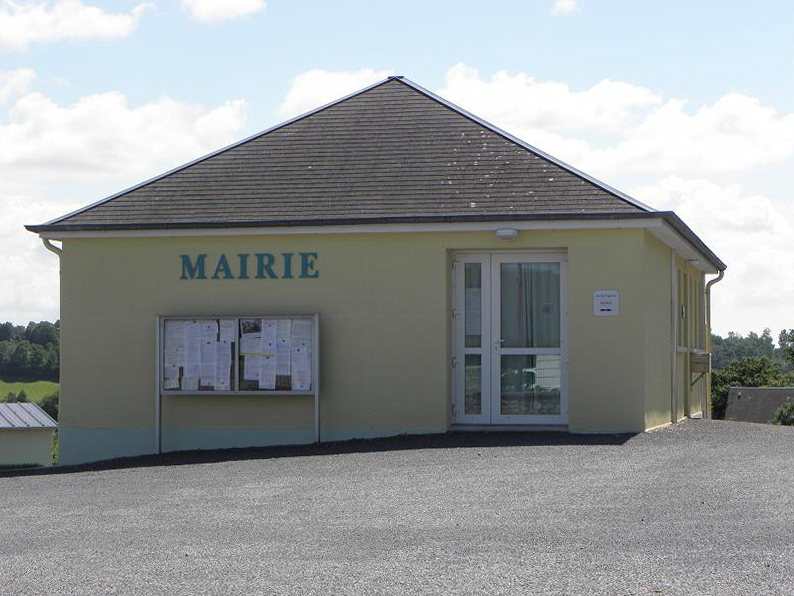
La mairie.

Le conseil municipal est composé de onze membres dont le maire et trois adjoints.

## Population et société
Les habitants de la commune sont appelés les Sausserais.

### Démographie
L'évolution du nombre d'habitants est connue à travers les recensements de la population effectués dans la commune depuis 1793. Pour les communes de moins de 10 000 habitants, une enquête de recensement portant sur toute la population est réalisée tous les cinq ans, les populations de référence des années intermédiaires étant quant à elles estimées par interpolation ou extrapolation. Pour la commune, le premier recensement exhaustif entrant dans le cadre du nouveau dispositif a été réalisé en 2008.
En 2022, la commune comptait 458 habitants, en évolution de −2,76 % par rapport à 2016 (Manche : −0,31 %, France hors Mayotte : +2,11 %).
Saussey a compté jusqu'à 925 habitants en 1806.
| 1793 | 1800 | 1806 | 1821 | 1831 | 1836 | 1841 | 1846 | 1851 |
| ---- | ---- | ---- | ---- | ---- | ---- | ---- | ---- | ---- |
| 884  | 711  | 925  | 808  | 906  | 830  | 838  | 840  | 843  |

| 1856 | 1861 | 1866 | 1872 | 1876 | 1881 | 1886 | 1891 | 1896 |
| ---- | ---- | ---- | ---- | ---- | ---- | ---- | ---- | ---- |
| 830  | 830  | 801  | 735  | 689  | 686  | 710  | 682  | 604  |

| 1901 | 1906 | 1911 | 1921 | 1926 | 1931 | 1936 | 1946 | 1954 |
| ---- | ---- | ---- | ---- | ---- | ---- | ---- | ---- | ---- |
| 597  | 527  | 518  | 455  | 440  | 428  | 446  | 465  | 443  |

| 1962 | 1968 | 1975 | 1982 | 1990 | 1999 | 2006 | 2008 | 2013 |
| ---- | ---- | ---- | ---- | ---- | ---- | ---- | ---- | ---- |
| 412  | 375  | 379  | 427  | 507  | 507  | 504  | 501  | 494  |

| 2018 | 2022 | - | - | - | - | - | - | - |
| ---- | ---- | - | - | - | - | - | - | - |
| 462  | 458  | - | - | - | - | - | - | - |

### Sports et loisirs
L'Entente sportive de Saussey fait évoluer une équipe de football en division de district.

## Culture locale et patrimoine

### Lieux et monuments
- Église Saint-Martin des XIIe, XVIIe – XIXe siècles ayant conservé son plan roman. Le monument, reconstruit au XVIIe – XVIIIe siècles, comporte une tour en façade de la nef, un avant-porche latéral, avec devant celui-ci un if funéraire. L'édifice abrite douze verrière XVIe-XIXe-XXe classés au titre objet[32] dont saint Claude et saint Martin du XVIe et sur la baie no 1 les noms des poilus morts pour la France pendant la Première Guerre mondiale[22].
- Croix de cimetière ancienne.
- Manoir d'Argences des XVIe – XIXe siècles et son colombier (1612) inscrit au titre des monuments historiques[33], ainsi que ses jardins.
- Manoir du Plessis du XVIIe siècle.
- Manoir de Saussey du XVIIe siècle, musée de la verrerie et de crèches anciennes, françaises et italiennes.
- Manoir de la Réauté des XVe ou XVIe siècle, situé à 500 m au nord-ouest, non loin du manoir des Radins. Le fief de la Réauté, autrement dit « fief des Traits » est sous l'Ancien Régime une vavassorie. Au XVIIIe siècle, Pierre du Breuil, écuyer, est cité avec le titre de « sieur de la Réauté ». En 1465, lors de la recherche de Montfaut, la famille Dubreuil avait été reconnue noble dans le bailliage de Coutances. À la Révolution, la Réauté est la possession de Jean-François de Mary, fils de Pierre Michel de Mary et de Charlotte-Françoise Michel, qui participa à l'assemblée des États Généraux.

L'édifice a conservé peu d'éléments anciens ayant subi de multiples transformations au cours des siècles.
- Manoir des Radins de la fin du XVIe  ou du début du XVIIe siècle. Situé à environ 1 km au nord, il a été bâti par le sieur Bernard Le Cointe, protestant, époux de Jeanne Michel qui lui apporta en dot le domaine voisin de Bretteville. En 1666, lors de la recherche de Chamillard, celui-ci est maintenu noble. Le manoir fut par la suite la possession des familles Maillet, Dudouyt, Barjon, Larrouy, et aujourd'hui de M. et Mme Cyril Perrot.

La maison manable se présente sous la forme d'un corps de logis rectangulaire avec un sous-sol, rez-de-chaussée, étage. Sa façade arrière est accostée d'une tour à usage d'escalier.
- Pigeonnier du Grand Beaucoudray au sud, près du ruisseau de la Malfiance, non loin du presbytère. Il est le dernier vestige de l'ancien manoir de Beaucoudray, du XVIe siècle, aujourd'hui disparu et dont il ne subsiste qu'un pan de mur. En 1801, le manoir était encore figuré sur l'ancien cadastre. Quant à la nouvelle ferme, elle fut bâtie de 1812 à 1825. À la fin du XIXe siècle, la propriété est la possession de la famille Legraverend.

Le pigeonnier qui mesure 8,50 m de haut et 28,50 m de circonférence est couvert depuis 2015 en ardoise, son toit en chaume ayant été détruit par un incendie.
- Lavoir.

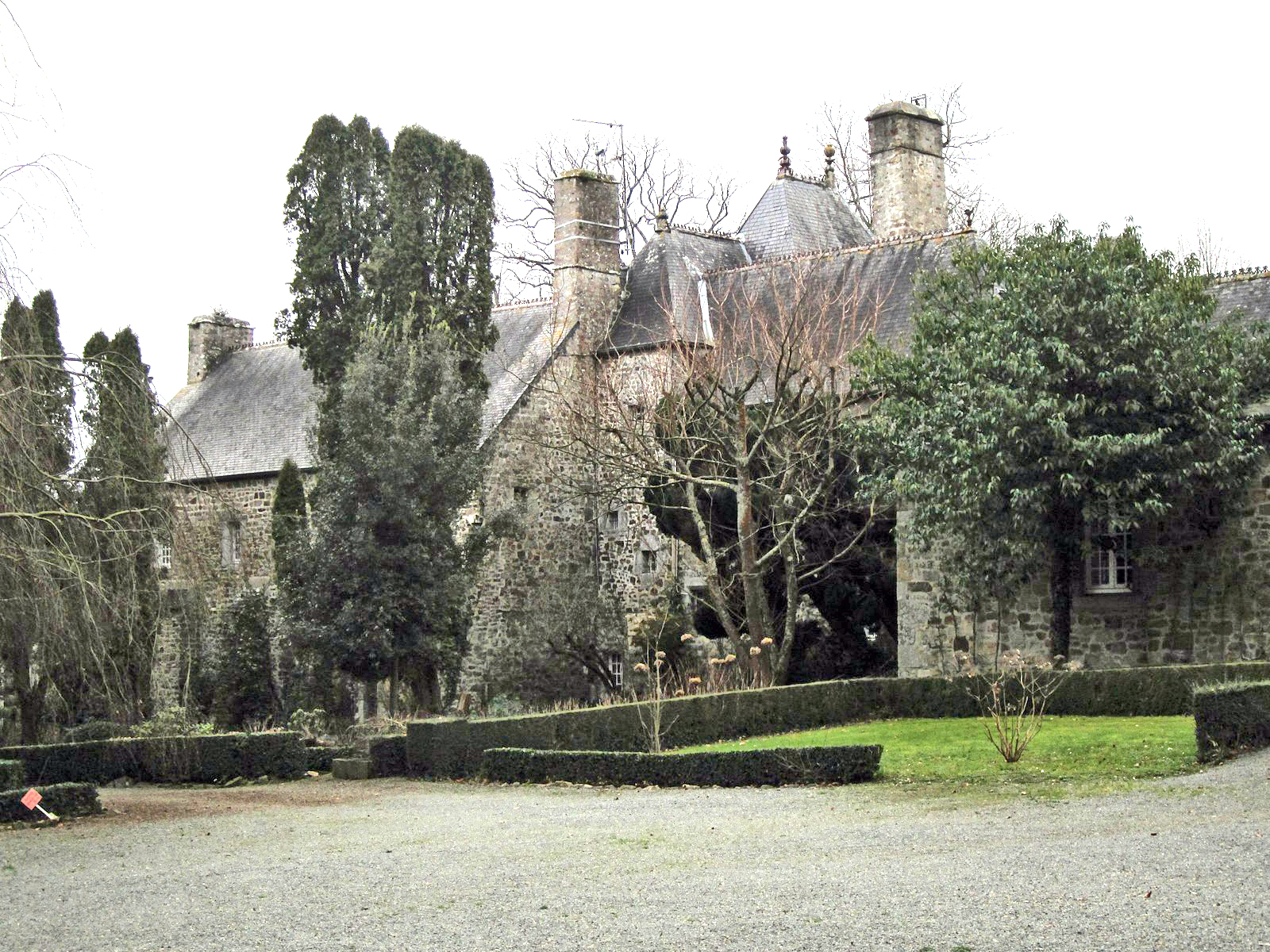
Le manoir d'Argences.
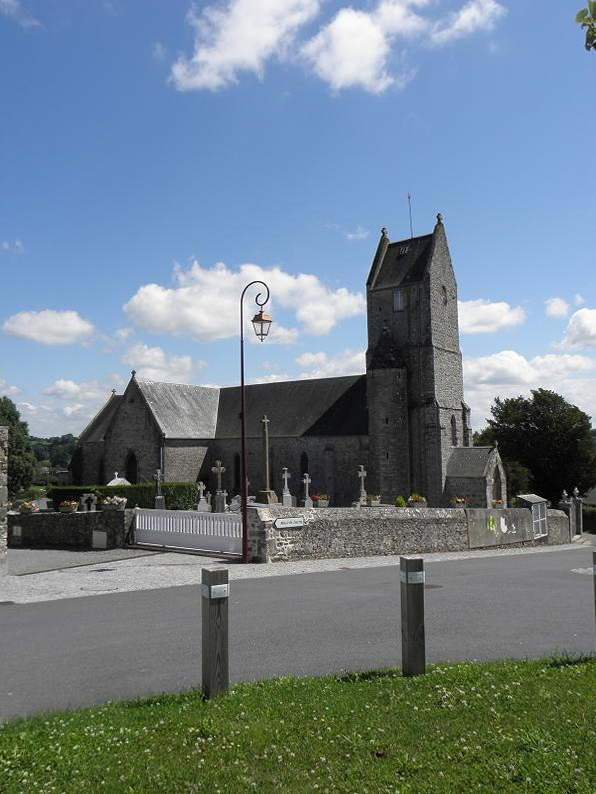
Une vue septentrionale de l'église Saint-Martin.
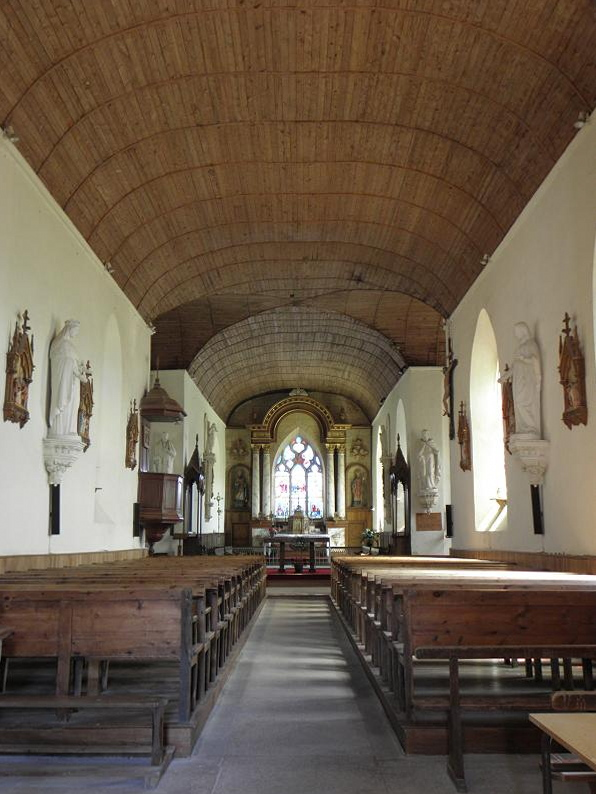
L'intérieur de l'église paroissiale.
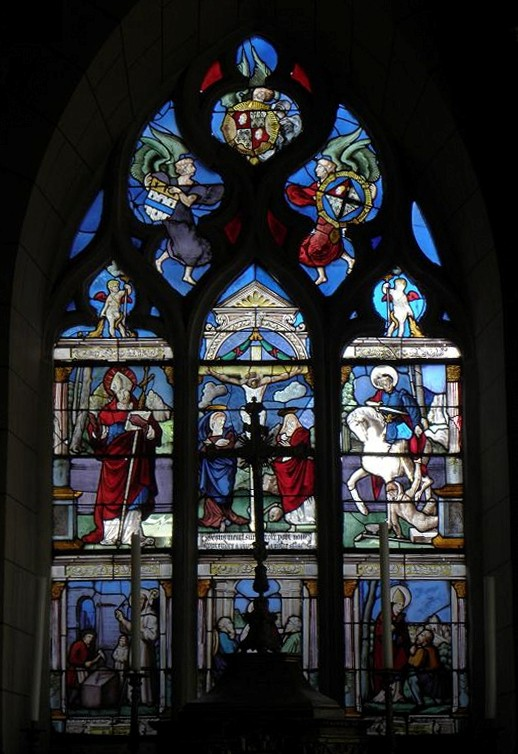
La maîtresse-vitre, classée.
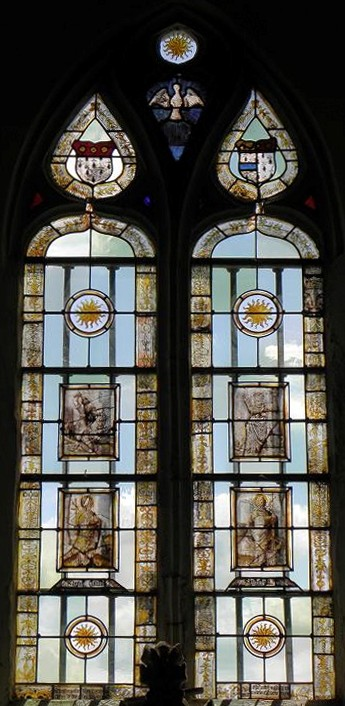
Le vitrail sud du chœur.

### Personnalités liées à la commune
- Louis Du Hamel, seigneur patron de Saussey. Originaire de Paris et issu du milieu de la Chambre des comptes, il est seigneur de Guibeville près d'Arpajon, Gentilhomme de la chambre du roi, propriétaire d'une maison sur le Grand-Pont de Pont, il épouse en 1630 Anne Le Campion, sœur du doyen de la cathédrale. Il acquiert un des fiefs existant sur la paroisse, et achète ensuite le droit de patronage pour l'attacher à ce fief. Il a pu connaître les exécutions capitales commanditées par le chancelier Séguier en personne à Coutances pour réprimer la Révolte des Nu-pieds (1636-1639). Il décède entre 1671 et 1677.
- Jean Du Hamel, fils du précédent, né en 1632. Conseiller au bailliage de Coutances de 1671 à 1702, seigneur patron de Saussey. Il vit en 1708 et épouse Marguerite Hue.
- Louis Du Hamel, fils du précédent, né en 1671. Chevalier d'honneur au présidial de Coutances (1697-1709), lieutenant des maréchaux de France (1702-1709), subdélégué de l'intendant de Caen (1715), seigneur patron de Saussey. Il vit en 1707 et épouse de Marie-Anne Berrier.
- Louis Du Hamel, fils probable du précédent, né en 1704. Seigneur patron de Saussey, il épouse en 1743 Marie-Anne-Antoinette Genets de Launay.

### Héraldique
| Blason de Saussey (Manche) | Blason  | D'hermine au chef de gueules chargé de trois besants d'or. |
| Blason de Saussey (Manche) | Détails |                                                            |